# Festival de la Cançó d'Eurovisió 1996
El XLI Festival de la Cançó d'Eurovisió fou retransmès el 18 de maig de 1996 en Oslo, Noruega. Els presentadors van ser Ingvild Bryn i Morten Harket, i la victòria va ser per al representant d'Irlanda, Eimear Quinn amb la cançó "The Voice".

## Resultats
| #  | País                              | Intèrpret                           | Cançó                            | Posició | Punts |
| -- | --------------------------------- | ----------------------------------- | -------------------------------- | ------- | ----- |
| 1  | Eslovènia                         | Regina                              | Dan najlepših sanj               | 21      | 16    |
| 2  | Bèlgica                           | Lisa del Bo                         | Liefde is een kaartspel          | 16      | 22    |
| 3  | Polònia                           | Kasia Kowalska                      | Chcę znać swój grzech            | 15      | 31    |
| 4  | Suïssa                            | Kathy Leander                       | Mon cœur l'aime                  | 17      | 22    |
| 5  | França                            | Dan Ar Braz & L'Héritage des Celtes | Diwanit bugale                   | 19      | 18    |
| 6  | Portugal                          | Lúcia Moniz                         | O meu coração não tem cor        | 6       | 92    |
| 7  | Grècia                            | Mariana Efstratiou                  | Emis forame to himona anixiatika | 14      | 36    |
| 8  | Països Baixos                     | Maxine & Franklin Brown             | De eerste keer                   | 7       | 78    |
| 9  | República de Bòsnia i Hercegovina | Amila Glamočak                      | Za našu ljubav                   | 22      | 13    |
| 10 | Noruega                           | Elisabeth Andreassen                | I evighet                        | 2       | 114   |
| 11 | Xipre                             | Constantinos Christoforou           | Mono yia mas                     | 9       | 72    |
| 12 | Malta                             | Miriam Christine                    | In a Woman's Heart               | 10      | 68    |
| 13 | Islàndia                          | Anna Mjöll                          | Sjúbídú                          | 13      | 51    |
| 14 | Turquia                           | Şebnem Paker                        | Beşinci mevsim                   | 12      | 57    |
| 15 | Irlanda                           | Eimear Quinn                        | The Voice                        | 1       | 162   |
| 16 | Eslovàquia                        | Marcel Palonder                     | Kým nás máš                      | 18      | 19    |
| 17 | Regne Unit                        | Gina G                              | Ooh aah… Just a Little Bit       | 8       | 77    |
| 18 | Espanya                           | Antonio Carbonell                   | ¡Ay, qué deseo!                  | 20      | 17    |
| 19 | Suècia                            | One More Time                       | Den vilda                        | 3       | 100   |
| 20 | Estònia                           | Maarja-Liis Ilus & Ivo Linna        | Kaelakee hääl                    | 5       | 94    |
| 21 | Croàcia                           | Maja Blagdan                        | Sveta ljubav                     | 4       | 98    |
| 22 | Finlàndia                         | Jasmine                             | Niin kaunis on taivas            | 23      | 9     |
| 23 | Àustria                           | George Nussbaumer                   | Weil's dr guat got               | 11      | 68    |

Països participants que es van classificar per a la final.
Països participants que no es van classificar per a la final.
Països que hi van participar al passat però no el 1996.

- Els països en negreta (tots menys Bèlgica, Eslovàquia i Finlàndia) són els països classificats directament a la final de l'edició de 1997.